# Trifolien
Trifolien ist ein gemeinsamer Walzer von Johann, Josef und Eduard Strauss. Das Werk wurde am 13. Februar 1865 im Dianabad-Saal in Wien erstmals aufgeführt.